# The King of Fighters 2002
The King of Fighters 2002: Challenge to Ultimate Battle é um jogo de luta produzido pela Eolith e Playmore para o Neo Geo em 2002. É o nono jogo da série The King of Fighters e o segundo a ser produzido pela Eolith. Foi lançado em 10 de outubro de 2002 para Arcades, baseados no sistema MVS e depois portado no para o Dreamcast em jogo lançado em 19 de junho de 2003, Playstation 2 no dia 25 de Março de 2004 e Xbox em 24 de março de 2005. Também é possível jogar a versão clássica no The King of Fighters 2002: Unlimited Match para Playstation 2, lançado em 26 de fevereiro de 2009.

## Jogabilidade
O jogo abandonou os strikers que foram usados em The King of Fighters 99 e The King of Fighters 2000 e retorna a mesma base usada em [[The 
King of Fighters 98]].
O sistema de jogo mantém a base tradicional de The King of Fighters, com 4 pulos (baixo, alto, rápido-baixo e rápido alto), corrida, backdash, esquiva e break.
A barra de power funciona como no modo advanced de The King of Fighters 98, enchendo conforme você bate ou apanha. Com ela você pode executar um break, uma esquiva na defesa, cancelamento de ataque com esquiva, entrar no modo MAX, além de fazer os DMs, SDMs e HSDMs. Você pode acumular de 3 a 5 barras, dependendo de quantos personagens você tem (seu primeiro tem no máximo 3, o segundo 4 e o ultimo 5).
Ao entrar no modo MAX, seu personagem terá uma barra que vai esgotando aos poucos. O modo MAX permite que você cancele golpes especiais em outros, gastando parte dessa barra. Você também pode cancelar um golpe em um DM, gastando toda sua barra MAX + uma barra de power ou com SDM e HSDM gastando a barra MAX + 2 barras de power.
DMs, SDMs e HSDMs são, respectivamente, siglas para Desperation Moves, Super Desperation Moves e Hidden Super Desperation Moves. Os Desperation Moves podem ser executados quando você tem uma barra de especial. Os Super Desperation Moves requerem que você esteja com a barra de MAX ativada e também que tenha uma barra adicional. Para os Hidden Desperation Moves, além dos mesmos requerimentos dos SDMs, seu personagem também deverá ter menos de 25% de energia.

## Conversões
O jogo foi portado para o Dreamcast, onde recebeu a adição do Shingo e King, que podem ser liberados através do Challenge Mode. A versão do Playstation 2 trouxe, além dos personagens adicionais do Dreamcast, Geese Howard, Goenitz e Orochi Iori. A versão do Xbox traz os mesmos personagens adicionais, mas também tem o suporte online do Xbox Live, permitindo que jogadores se enfrentem online de qualquer lugar do mundo. A versão de Playstation 2 é conhecida por conter alguns bugs, como o bug que durante os slowdowns dos projéteis, faz com que os controles momentaneamente voltem a configuração original.

## Personagens
Entre os selecionáveis, há a estréia de Kusanagi, personagem secreto, o qual é um clone de Kyo que tem seu visual e estilo de luta baseados nas aparições de Kyo nas sagas de Rugal e Orochi.

### Elenco
Em KOF 2002 há 14 times e mais 2 personagens secretos que são:

## Apariçõescameo
Em sua versão arcade, The King of Fighters 2002: Challenge to Ultimate Battle possui 9 cenários que retratam vários países, sendo que em 7 deles pode ser observado várias aparições cameo de personagens da SNK Playmore, sendo a maioria de origem das séries Fatal Fury, Art of Fighting e a da própria The King of Fighters. Dois dos cenários só podem ser vistos lutando contra a CPU. Os países dos cenários e tais personagens são: